# Swithun
Pour les articles homonymes, voir saint Swithun.
Swithun ou Swithin est un prélat anglo-saxon mort le 2 juillet 861, 862 ou 863. Évêque de Winchester de 852 ou 853 à sa mort, il est considéré comme un saint et fêté le 2 juillet.

## Biographie
Swithun est très peu mentionné dans les sources d'époque. Il aurait été ordonné prêtre par l'évêque de Winchester Helmstan avant de lui succéder. Il apparaît en qualité d'évêque sur les chartes à partir de 854, et la célébration ultérieure de son ordination permet d'affirmer qu'elle a eu lieu soit le 30 octobre 852, soit le 29 octobre 853.
Winchester bénéficie alors d'une certaine importance politique en tant que capitale du royaume de Wessex, et l'archéologie révèle que le IXe siècle est une période de croissance pour la ville. D'après son hagiographie, Swithun aurait fondé et rénové de nombreuses églises, ainsi qu'un pont qui reste associé à un miracle : l'évêque aurait reconstitué les œufs cassés d'une femme tombée du pont en allant au marché.
La Chronique anglo-saxonne mentionne la mort de Swithun en 861, mais d'autres sources la datent de 862 ou 863.

## Culte

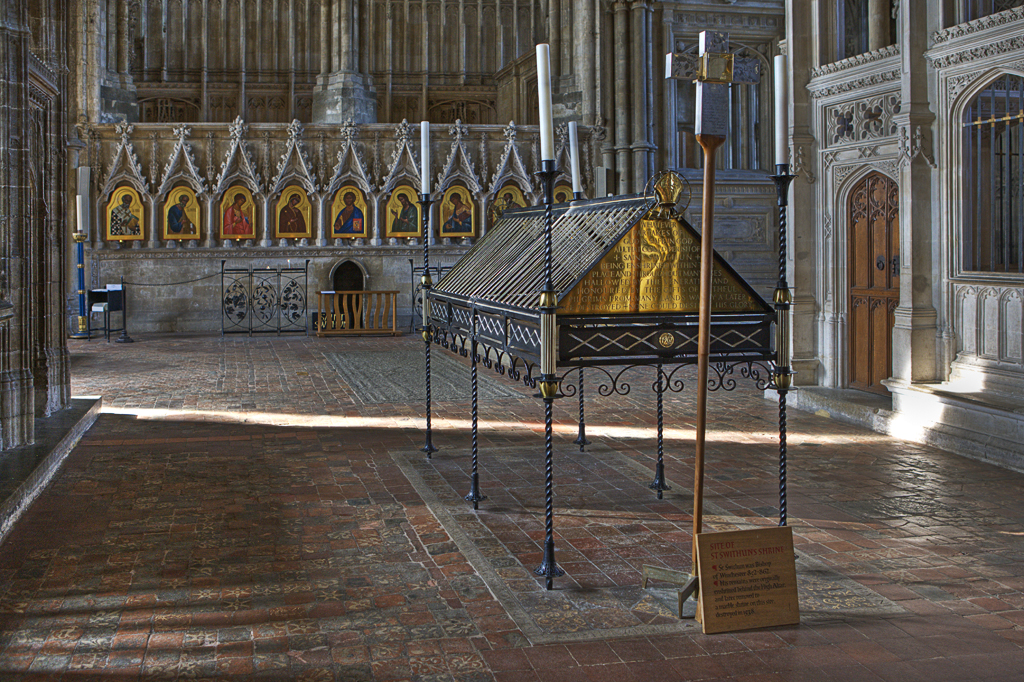
Mémorial moderne à saint Swithun dans la cathédrale de Winchester.

Swithun semble avoir été révéré comme un saint rapidement après sa mort, bien que son culte ne soit réellement attesté qu'à partir de l'époque de la réforme bénédictine, au milieu du Xe siècle. Le 15 juillet 971, sa dépouille est transférée à l'intérieur du Old Minster, la cathédrale de Winchester, sous une pluie battante, comme le décrit l'hagiographe Lantfred dans Translatio et miracula sancti Swithuni. Quelques années plus tard, une partie de ses reliques est déposée dans un reliquaire richement ouvragé offert par le roi Edgar. En 1006, Alphège, lointain successeur de Swithun, emporte la tête de son prédécesseur avec lui lorsqu'il est sacré archevêque de Cantorbéry. Les reliques de Swithun à Winchester sont déplacées derrière le grand autel de la nouvelle cathédrale normande le 15 juillet 1093.
Le culte de saint Swithun reste très populaire dans toute l'Angleterre tout au long du Moyen Âge, ainsi qu'en France. Cinquante-huit églises lui sont dédiées en Angleterre et quelques-unes en Scandinavie. Son sanctuaire à Winchester, important lieu de pèlerinage durant cette période, est détruit en 1538, dans le cadre de la Réforme anglaise. Il est restauré en 1962.

## Folklore
Un proverbe anglais dit que s'il pleut le 15 juillet, jour de la Saint-Swithun, il pleuvra pendant les quarante jours qui suivent :
St. Swithun’s Day, if thou be fair,

For forty days it will remain.

St. Swithun’s Day, if thou bring rain,

For forty days it will remain.
Ce dicton est attesté pour la première fois dans un manuscrit du XIVe siècle.